# Alive in Japan
Alive in Japan è un album dal vivo del gruppo musicale statunitense Trixter, pubblicato nel maggio 2008.
Il disco raccoglie alcune performance tenute dal gruppo durante il tour giapponese del 1993, inoltre contiene i due brani inediti You Got It e When You Close Your Eyes registrati in studio nel 2008.

## Tracce
1. Rockin' Horse – 4:37
2. Heart of Steek – 4:47
3. Road of a Thousand Dreams – 4:18
4. Bloodrock – 4:38
5. One in a Million – 5:27
6. On the Road Again – 5:03
7. Power of Love – 4:39
8. Ride the Whip – 4:56
9. Nobody's a Hero – 4:58
10. Line of Fire – 4:58
11. What It Takes – 4:38
12. Give It to Me Good – 8:31
13. You Got It – 4:40 – inedito
14. When You Close Your Eyes – 4:50 – inedito

## Formazione
- Peter Loran – voce
- Steve Brown – chitarra, armonica, cori
- P.J. Farley – basso, cori
- Mark "Gus" Scott – batteria, percussioni, cori